# 暖灯館きくのや
暖灯館きくのや（だんとうかんきくのや）は、滋賀県大津市の雄琴温泉にある旅館である。
1965年（昭和40年）12月に設立し、2004年（平成16年）に「雄琴国際ホテルきくのや」から改名した。木造3階建ての本館（1966年（昭和41年）築、一部改築済み）と新館（鉄筋6階建て、1980年（昭和55年）築、一部改築・改装）があり、新館にはペット（犬）と一緒に宿泊できる専用客室などがある。

## 館内施設
客室などの各施設は下記のとおり。なお、料理は各客室でいただくことを基本としている。
- （※1組で5名以上となった場合は個室料亭または宴会場に変更することができる[1]）

### 客室
総客室数は16を有し、うち8室はペット（犬）と宿泊することができる。内訳は下表のとおり。
| 客室名                                | 客室数 | 備考         |
| ------------------------------------- | ------ | ------------ |
| 特別客室天の風 星あかり               | 1      | 洋室         |
| 特別客室天の風 月あかり               | 1      | 和室         |
| 普通客室 和モダン                     | 4      | 和室12.5畳   |
| 普通客室 和モダン                     | 2      | 和室10畳     |
| わんちゃん温泉風呂付客室 嘉祥         | 3      | ペット宿泊可 |
| ペット専用温泉露天風呂付客室 みずのね | 5      | ペット宿泊可 |

※客室情報は2023年3月1日時点のものを記載した。

### 温泉
- 1階に大浴場、屋上に貸切露天風呂（別料金）が設けられている[3][4]。

### 個室料亭
- 2階に6室が設けられている[3]。

### ラウンジ
- 1階に設けられており、「ラウンジ万葉」という名が付いている[3]。

### 宴会場
- 2階に3室が設けられている[3]。

### その他
- ロビーと売店（お土産処）がある[5]。両施設とも、1階に設けられている[3]。

## ペットと過ごせる宿
当館ではペット（※以降、当項では「ワンちゃん」と記述）と一緒に宿泊することができる客室が8室（「ペット宿泊可」と記した客室）設けられており、ペット専用露天風呂や足洗い場を併設する客室もある。
主なサービス
- ワンちゃん専用バンダナのプレゼント
- ワンちゃん専用お食事メニュー（別料金）
- ワンちゃん用の各種備品・ゲージ

## 看板犬
当館には看板犬が2匹居る。"舞子"・"まめ太郎"がそれにあたる。舞子は『超かわいい映像連発!どうぶつピース!!』（テレビ東京）のダイエット企画に、まめ太郎は映画『コンフィデンスマンJP・英雄編』の動画企画、「FNS対抗全国英雄選手権」にそれぞれ出演している。
なお、過去には3匹の看板犬（"しろ"・"まい"・"まお"）が居たが、しろは『めざましテレビ』（フジテレビ）のコーナー、「きょうのわんこ」に出演したことがある（※1998年頃と2002年9月放送）。

## アクセス

### 公共交通機関

#### 電車
- JR湖西線おごと温泉駅よりタクシーで約5分。

※連絡がある場合は送迎バスを運行する。

#### バス
- JR琵琶湖線（東海道本線）大津駅、京阪石山坂本線・京阪京津線びわ湖浜大津駅、JR堅田駅より江若交通でおごと温泉停留所下車、徒歩3分。

### 自動車
- 湖西道路仰木雄琴ICより約5分、滋賀県道558号高島大津線沿い（雄琴港口交差点角）。